# Ла-Мерхав
«Ла-Мерхав» (івр. למרחב, букв. «До простору») — щоденна газета на івриті, що видавалася в Ізраїлі між 1954 і 1971 роками.
Газета належала партії «Ахдут га-авода» (івр. אחדות העבודה), що було звичною тогочасною практикою партій — мати власні щоденні видання, щоб доносити інформацію до своїх прихильників; а пізніше — «Га-Кібуц га-меухад» (івр. הקיבוץ המאוחד, букв. «Об'єднаний кібуц»). Її редакторами були Ісраель Евен-Нур (івр. ישראל אבן נור), Моше Кармель (івр. משה כרמל) і Давід Педацур (івр. דוד פדהצור), Авраам Таршіш (івр. אברהם תרשיש), хоча ідеологом та автором більшості програмних статей був Ісраель Ґалілі.

## Історія
Перший номер газети вийшов 2 червня 1954 року, тоді її позиціонували як політичний журнал. У грудні 1954 року вона стала щоденною газетою, після того як партія «Ахдут-га-Авода» відділилася від партії «МАПАМ» (івр. מפ"ם). 1968 року контроль над газетою перейшов до «Га-Кібуц га-меухад» після об'єднання партії «Ахдут га-авода» з Лейбористською партією. Останній номер вийшов 31 травня 1971 року, коли газету об'єднали з виданням профспілки «Гістадрут» — «Давар». Останню офіційно перейменували на «Давар — меухад ім-Ла-Мерхав» (букв. «„Давар“ — об'єднаний з „Ла-Мерхав“»).
Зазвичай газета мала чотири сторінки, без фотографій, тільки ілюстрації. Щоп'ятниці виходив літературний додаток «Маса» (івр. משא). З 1951 року «Маса» виходила як незалежний двотижневик, а з грудня 1954 року, з розколом партії «МАПАМ», приєдналася до «Ла-Мерхав». Після об'єднання з «Давар» додаток продовжував виходити як колонка.